# 歐登堡的英格堡·艾莉克絲
歐登堡的英格堡·艾莉克絲（德語：Ingeborg Alix von Oldenburg，1901年7月20日—1996年1月10日），歐登堡末代大公腓特烈·奧古斯特二世的女兒，母親是伊莉莎白·亞歷山德琳。

## 家庭
1921年，英格堡·艾莉克絲與紹姆堡-利珀的斯特凡結婚。斯特凡的父親是紹姆堡-利珀親王格奧爾格，母親是薩克森-阿爾滕堡的瑪麗·安娜。兩人共有1子1女：
1. 瑪麗·艾莉克絲（烏克蘭語：Марія Аліса цу Шаумбург-Ліппе）（1923年出生）
2. 格奧爾格·莫里茲（1924年—1970年）